# Lindum Valley
Das Lindum Valley ist ein vereistes Tal im Australischen Antarktis-Territorium. In der Britannia Range liegt es 8 km westnordwestlich des Derrick Peak. Nach Norden öffnet sich das Tal zum Hatherton-Gletscher.
Eine Mannschaft neuseeländischer Geologen der University of Waikato, die in diesem Gebiet zwischen 1978 und 1979 Untersuchungen durchführte, benannte das Tal in Anlehnung an die Benennung der Stadt Lincoln in der englischen Grafschaft Lincolnshire zu römischer Zeit (siehe dazu Lindum Colonia).